# Troy (Pennsylvania)
Troy is een plaats (borough) in de Amerikaanse staat Pennsylvania, en valt bestuurlijk gezien onder Bradford County.

## Demografie
Bij de volkstelling in 2000 werd het aantal inwoners vastgesteld op 1508.
In 2006 is het aantal inwoners door het United States Census Bureau geschat op 1482, een daling van 26 (-1,7%).

## Geografie
Volgens het United States Census Bureau beslaat de plaats een oppervlakte van
2,0 km², geheel bestaande uit land. Troy ligt op ongeveer 390 m boven zeeniveau.

## Geboren
- Carlyle Blackwell (1884-1955), acteur en filmregisseur

## Plaatsen in de nabije omgeving
De onderstaande figuur toont nabijgelegen plaatsen in een straal van 20 km rond Troy.